# Sudden Attack
Sudden Attack — многопользовательский шутер от первого лица, создателем которой является южнокорейская компания GameHi. Игра построена по модели Free-To-Play (F2P, FTP) — она бесплатна, но игровые бонусы игроку даются за реальные деньги.

## Игровой процесс
Игроки делятся на две команды — красные и синие. Красная команда — отряд за свободу, синяя — анти-террористический отряд. Команды сталкиваются между собой на разных локациях в разных режимах, таких как Deathmatch, установка/разминирование бомбы или общих матчах (битвы на только снайперских винтовках, пистолетах или ножах). Для победы команде нужно либо выполнить задачу (взорвать/разминировать бомбу) или уничтожить всех своих противников.

## Игровые режимы
На данный момент в Sudden Attack существует 10 игровых режимов.
Deathmatch: Первая команда, которая достигнет лимит по убийствам, побеждает. Если же по истечении времени лимит убийств не был достигнут ни одной командой, то побеждает та команда, которая была ближе к лимиту.
Уничтожение: Красная команда получает C-4 и должна взорвать один из объектов на локации. Синяя команда должна обезвредить бомбу или же недопустить её установку. На локациях существуют две зоны для установки бомбы.
Контроль: Красная или синяя команда должна захватить и в процессе контролировать необходимый объект в течение определённого времени. В матче побеждает та команда, которая по истечении таймера контролировала объект или же уничтожила команду противника.
Захват/Перемещение: Синяя команда должна захватить необходимые объекты и переместить их в определённую зону. Красная, наоборот, должна остановить своих противников любой ценой. Миссия считается успешной, если оба объекта были перемещены в зону, либо один объект перемещён, а второй — уничтожен.
Специальный мод: Обычно, количество очков, получаемых в этом режиме гораздо меньше, чем других режимах. В этом режиме игроки сражаются между собой только на определённых типах оружия (снайперские винтовки, пистолеты, холодное оружие). Победа достигается как в режиме Deathmatch.
Саботаж: Обе команды пытаются захватить нейтральную бомбу и разрушить базу противника.
Бегство: Красная команда пытается уничтожить синию команду, у которой в руках только холодное оружие. Синяя команда должна спастить от красной команды, которая использует только гранаты.
Охота за головами: Аналог режима Deathmatch, только на этот раз командам нужно убить друг друга только попаданиями в голову. Попадания в другие части тела не приносит урона противнику.
Большие головы: Аналог режима Deathmatch. Игроки начинают играть в стандартном режиме. Если игрока убивают, то его голова становится больше, а противника, который убил игрока, меньше. Если игрок убивает противника, то голова игрока становится меньше, а противника — больше.
Вампир: В этом режиме из всех игроков выбирается один — вампир. Если вы вампир, то вы должны уничтожить всех оставшихся игроков — охотников за вампирами. Охотники, же, в свою очередь, должны уничтожить вампира.